# Marathon van Fukuoka 1972
De marathon van Fukuoka 1972 werd gelopen op zondag 3 december 1972. Het was de 26e editie van de marathon van Fukuoka. Aan deze wedstrijd mochten alleen mannelijke elitelopers deelnemen. De Amerikaan Frank Shorter kwam als eerste over de streep in 2:10.30.

## Uitslagen
| rang   | naam               | land | tijd      |
| ------ | ------------------ | ---- | --------- |
| Goud   | Frank Shorter      | USA  | 2:10.30   |
| Zilver | John Farrington    | AUS  | 2:12.00,4 |
| Brons  | Kenichi Otsuki     | JPN  | 2:14.00,6 |
| 4      | Seppo Nikkari      | FIN  | 2:14.02,8 |
| 5      | Kenji Kimihara     | JPN  | 2:15.52,2 |
| 6      | Donald Macgregor   | SCO  | 2:16.43   |
| 7      | Yoshinobu Kitayama | JPN  | 2:17.07,0 |
| 8      | Michisato Kuroki   | JPN  | 2:19.21   |
| 9      | Yoshiro Mifune     | JPN  | 2:19.59   |
| 10     | Ikunori Iwami      | JPN  | 2:20.26   |
| 11     | Sueki Tanaka       | JPN  | 2:20.52   |

1947 ·
1948 ·
1949 ·
1950 ·
1951 ·
1952 ·
1953 ·
1954 ·
1955 ·
1956 ·
1957 ·
1958 ·
1959 ·
1960 ·
1961 ·
1962 ·
1963 ·
1964 ·
1965 ·
1966 ·
1967 ·
1968 ·
1969 ·
1970 ·
1971 ·
1972 ·
1973 ·
1974 ·
1975 ·
1976 ·
1977 ·
1978 ·
1979 ·
1980 ·
1981 ·
1982 ·
1983 ·
1984 ·
1985 ·
1986 ·
1987 ·
1988 ·
1989 ·
1990 ·
1991 ·
1992 ·
1993 ·
1994 ·
1995 ·
1996 ·
1997 ·
1998 ·
1999 ·
2000 ·
2001 ·
2002 ·
2003 ·
2004 ·
2005 ·
2006 ·
2007 ·
2008 ·
2009 ·
2010 ·
2011 ·
2012 ·
2013 ·
2014 ·
2015 ·
2016 ·
2017